# Castlevania: Curse of Darkness
Castlevania: Curse of Darkness är ett spel till Playstation 2 och Xbox. Det utspelar sig 1479.

## Handling
Castlevania: Curse of Darkness handlar om Draculas tidigare "tjänare" Hector. Hector är en av två Devil Forgemasters som var i Draculas tjänst. Den andra vid namn Isaac var mer trogen Dracula än Hector. Hector förrådde dock Dracula och detta ledde till att hans älskade Rosaly blev mördad av Isaac. Nu är Hector tillbaka i Transsylvanien och han tänker utkräva en hämnd för det Isaac gjorde mot hans älskade. Det inte Hector vet är att allting är en listig plan skapad av högre makter för att få Dracula återupplivad.

## Spelstil
Curse of Darkness behåller spelstilen som de senare Castlevania titlarna har. Nämligen RPG stilen att kunna levla upp sin karaktär nivåer genom att slåss mot monster och på så sätt få experience points (exp).
En ny grej däremot är Devil Forging. Devil Forging innebär två saker. Ett: Du kan skapa dina egna vapen tack vare material du hittar under spelets gång. Två: Du har en Summon Creature vid din sida som du kan framkalla när du vill för att få hjälp i strider eller problem.